# Saint-Christophe-d'Arthabaska
Saint-Christophe-d'Arthabaska es un municipio parroquial canadiense situado en la provincia de Quebec.

## Superficie
Saint-Christophe-d'Arthabaska tiene una superficie de 68,96 km².

## Demografía
En 2021, tenía 3111 habitantes, una densidad poblacional de 45,1 hab./km², y 1222 viviendas.